# Eleazar Gómez
José Eleazar Gómez Sanchez (Città del Messico, 29 maggio 1986) è un attore e cantante messicano.

## Biografia
Suo fratello maggiore Hixem, si è suicidato a 18 anni. I suoi fratelli sono gli attori Zoraida Gómez e Jairo Gómez.

### Carriera
La sua carriera inizia con un film nel 1993, La última batalla. Nel 1997 partecipa ai programmi televisivi Mujer, casos de la vida real fino al 2003, a Luz Clarita, Mi pequeña traviesa e Al derecho y al derbez. Dal 1998 al 1999 ha fatto parte del gruppo musicale Los Rollers Gómez insieme ai suoi fratelli. Nel 1999 è in Cuento de navidad. Nel 2004 fa parte del cast di Rebelde, dove interpreta Francisco Leonardo Blanco Goycoléa. Nel 2009 interpreta Mateo Novoa nella telenovela Atrévete a soñar.
Nel 2010 doppia per la versione sudamericana, Hiccup nel film d'animazione Dragon Trainer, che doppia anche nel sequel Dragon Trainer 2 del 2014 e Dragon Trainer - Il mondo nascosto nel 2019. Nel 2012 interpreta Alexis Reyes nella telenovela Miss XV - MAPS, dalla telenovela si è formato il gruppo musicale Eme 15, con Gómez, Paulina Goto, Natasha Dupeyrón, Macarena Achaga, Yago Muñoz e Jack Duarte, sciolto il 5 gennaio 2014.

## Filmografia

### Cinema
- Mi querido viejo, regia di Rafael Villaseñor Kuri (1990)
- L'ultima battaglia (Lewis) (1993)
- Se equivocó la cigüeña, regia di María Elena Velasco (1993)
- Species IV - Il risveglio, regia di Nick Lyon (2007)
- Pecados de una profesora, regia di Rodrigo Vidal (2008)
- El secreto del medallón de Jade (2013)

### Televisione
- Al derecho y al Derbez – programma TV (1995)
- Retrato de familia – serial TV (1995-1996)
- Luz Clarita – serial TV (1996)
- Azul – serial TV (1996)
- Mi pequeña traviesa – programan TV (1997)
- Mujer, casos de la vida real – programma TV (1997-2003)
- Cuento de Navidad – serial TV (1999)
- Clase 406 – serial TV (2002)
- Así son ellas – serial TV (2002)
- Inocente de ti – serial TV (2004)
- Rebelde – telenovela (2005)
- Lola, érase una vez – serial TV (2007)
- La rosa de Guadalupe – serial TV (2008)
- Las tontas no van al cielo – serial TV (2008)
- Piel de estrellas (2009-2010)
- Atrévete a soñar – serial TV (2009-2010)
- Cuando me enamoro – serial TV (2011)
- Miss XV - MAPS (Miss XV) – serial TV (2012)
- Amores verdaderos – serial TV (2012-2013)
- Bailando por un sueño – programma TV, concorrente (2014)
- Muchacha italiana viene a casarse – serial TV (2014)
- Simplemente María – serial TV (2016)

### Doppiaggio
- Hiccup in Dragon Trainer, Dragon Trainer 2 e Dragon Trainer - Il mondo nascosto

## Discografia

### Con gli Eme 15

#### Album in studio
- 2012 – Eme 15

#### Raccolte
- 2012 – Eme 15 (edición navideña)

#### Album dal vivo
- 2013 – Wonderland-Zona Preferente

#### Singoli
- 2012 – Wonderland
- 2012 – Solamente tú
- 2013 – Diferente

#### Singoli promozionali
- 2012 – Desde tú adios

### Colonne sonore
- 2008 – Atrévete a soñar
- 2008 – Atrévete a soñar 2

## Teatro
- Aladino e la lampada meravigliosa (2011)
- Grease (2013)
- Como quieras... ¡Perro ámame! (2015)[10]

## Tournée
- 2012 – Miss XV Tour
- 2012/14 – Wonderland Tour

## Premi e riconoscimenti
- 1997 - Premios TVyNovelas
  - Candidatura - Mejor actuación infantil per Luz Clarita
- 2009 - Premios TVyNovelas
  - Vinto - Miglior attore giovanile per Las tontas no van al cielo
- 2010 - Premios TVyNovelas
  - Vinto - Miglior attore giovanile per Atrévete a soñar
- 2011 - Premios TVyNovelas
  - Candidatura - Miglior attore giovanile per Cuando me enamoro
- 2014 - Premios TVyNovelas
  - Candidatura - Miglior attore giovanile per Amores verdaderos
- 2010 - Premios Califa de Oro
  - Vinto - Miglior recitazione dell'anno per Atrévete a soñar
- 2010 - Kids' Choice Awards México
  - Candidatura - Personaggio maschile preferito di una serie per Atrévete a soñar
- 2012 - Kids' Choice Awards México
  - Candidatura - Cattivo preferito per Miss XV - MAPS[11]
- 2012 - Kids' Choice Awards Argentina
  - Candidatura - Cattivo preferito per Miss XV - MAPS[12]
- 2014 - Kids' Choice Awards México
  - Candidatura - Fashionista preferito[13]

## Doppiatori italiani
Nelle versioni in italiano delle opere in cui ha recitato, Eleazar Gómez è stato doppiato da:
- Daniele Raffaeli in Miss XV - MAPS[14]